# Valtorno
Valtorno é uma povoação portuguesa do Município de Vila Flor que foi sede da extinta Freguesia de Valtorno, freguesia que tinha 13,75 km² de área e 260 habitantes (2011), e, por isso, uma densidade populacional de 18,9 hab/km².
A Freguesia de Valtorno foi extinta em 2013, no âmbito de uma reforma administrativa nacional, tendo sido agregada à Freguesia de Mourão para formar uma nova freguesia denominada União das freguesias de Valtorno e Mourão com sede em Valtorno.

## População
| População da freguesia de Valtorno | População da freguesia de Valtorno | População da freguesia de Valtorno | População da freguesia de Valtorno | População da freguesia de Valtorno | População da freguesia de Valtorno | População da freguesia de Valtorno | População da freguesia de Valtorno | População da freguesia de Valtorno | População da freguesia de Valtorno | População da freguesia de Valtorno | População da freguesia de Valtorno | População da freguesia de Valtorno | População da freguesia de Valtorno | População da freguesia de Valtorno |
| ---------------------------------- | ---------------------------------- | ---------------------------------- | ---------------------------------- | ---------------------------------- | ---------------------------------- | ---------------------------------- | ---------------------------------- | ---------------------------------- | ---------------------------------- | ---------------------------------- | ---------------------------------- | ---------------------------------- | ---------------------------------- | ---------------------------------- |
| 1864                               | 1878                               | 1890                               | 1900                               | 1911                               | 1920                               | 1930                               | 1940                               | 1950                               | 1960                               | 1970                               | 1981                               | 1991                               | 2001                               | 2011                               |
| 541                                | 651                                | 648                                | 645                                | 676                                | 618                                | 655                                | 716                                | 689                                | 771                                | 637                                | 478                                | 418                                | 309                                | 260                                |

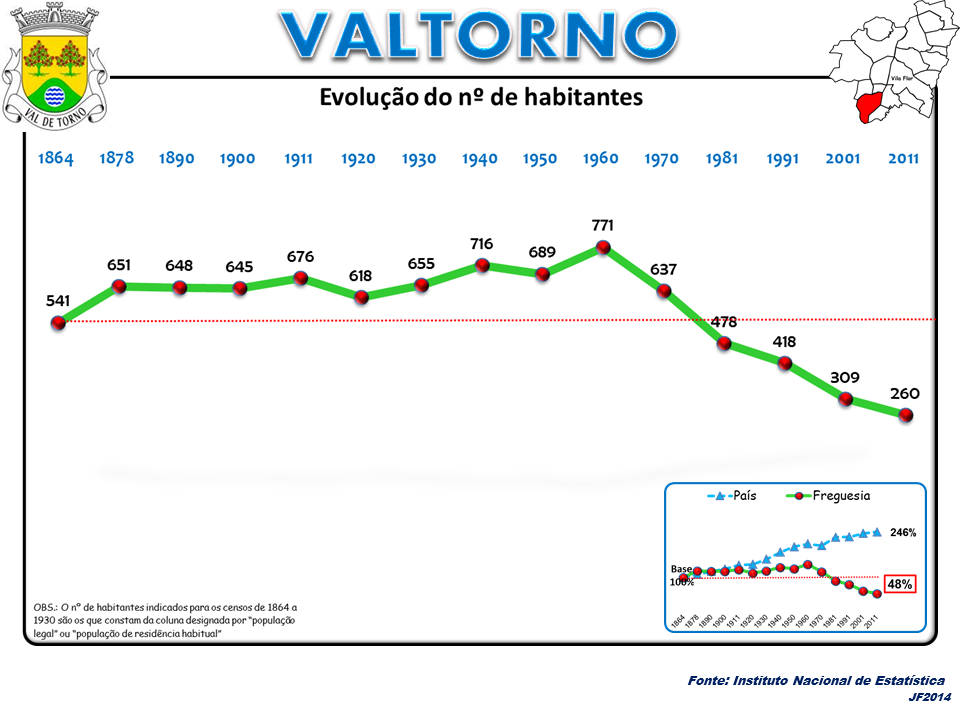
Evolução da População 1864 / 2011
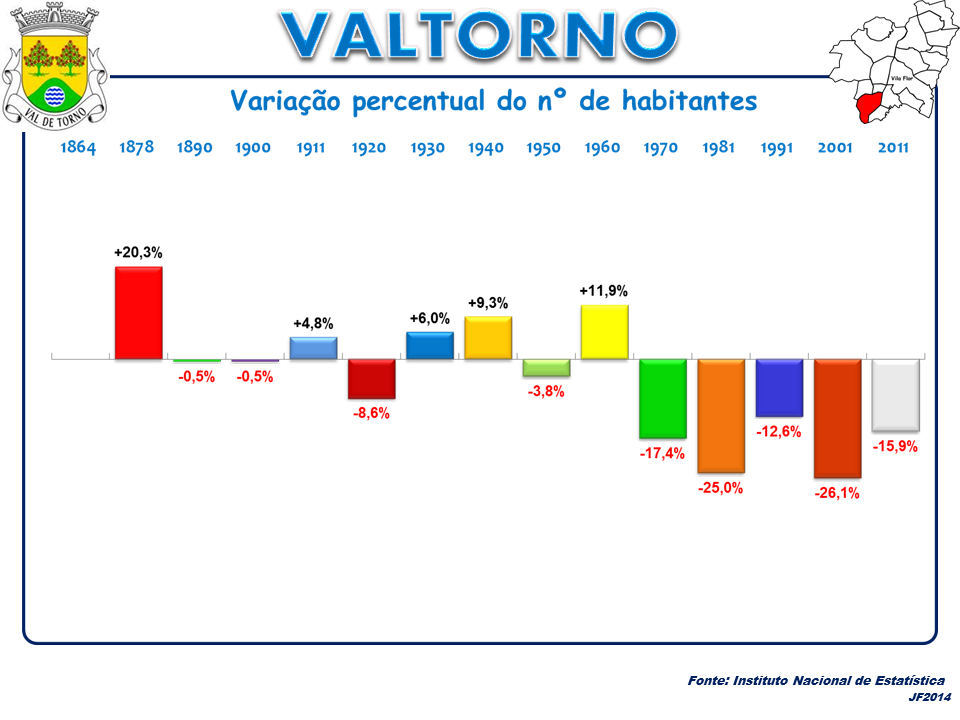
Variação da População 1864 / 2011
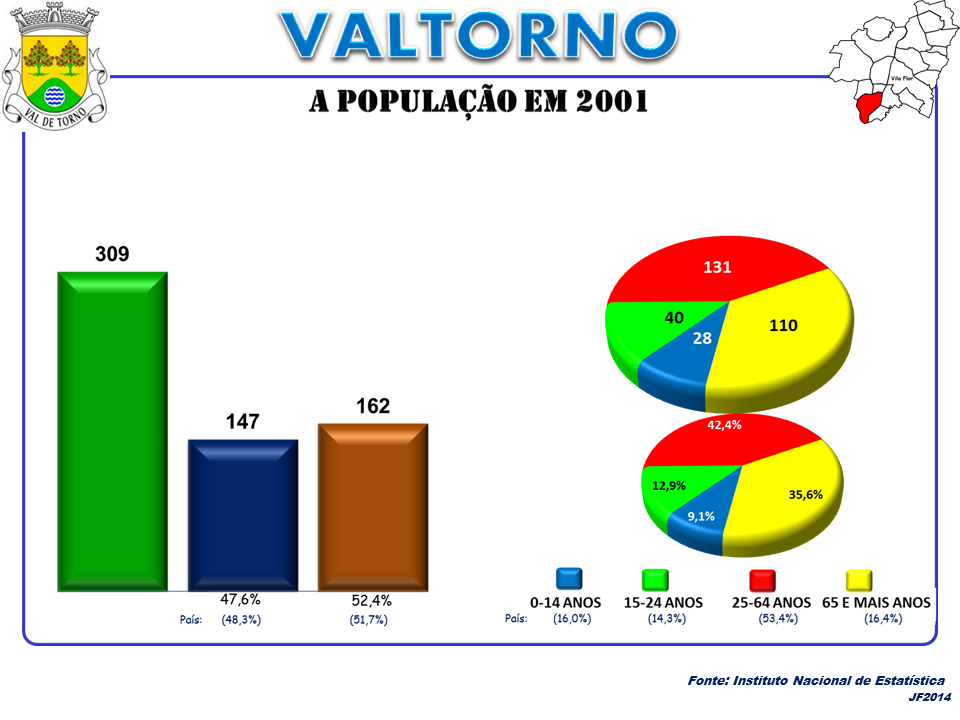
A População em 2001
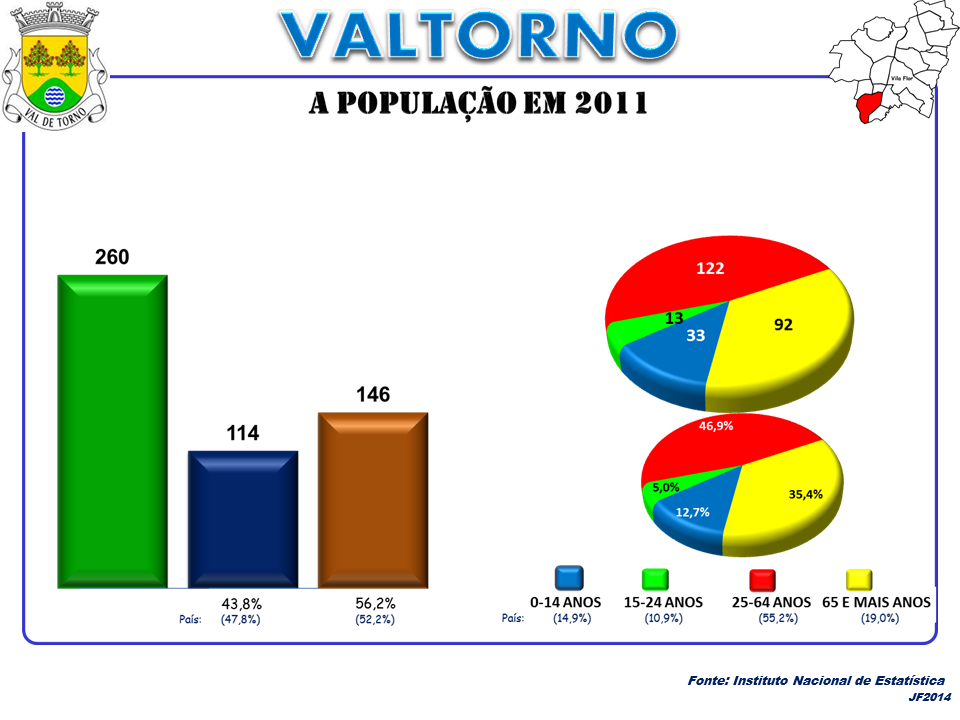
A População em 2011